# Amblyseius versutus
Amblyseius versutus är en spindeldjursart som beskrevs av Zack 1969. Amblyseius versutus ingår i släktet Amblyseius och familjen Phytoseiidae. Inga underarter finns listade i Catalogue of Life.